# قروق‌باغی
قروق‌باغی (به لاتین: Qoruqbağı) یک منطقه مسکونی در جمهوری آذربایجان است که در شهرستان زرداب واقع شده است. قروق‌باغی ۱۶۱۷ نفر جمعیت دارد.